# Gefecht bei Gerchsheim
Dermbach/Rossdorf/Zella/Wiesenthal – Kissingen/Hammelburg – Laufach/Frohnhofen – Aschaffenburg – Hundheim – Tauberbischofsheim – Werbach – Helmstadt/Uettingen – Gerchsheim – Uettingen/Roßbrunn/Hettstadt
Das Gefecht bei Gerchsheim war ein Artilleriegefecht während des Deutschen Krieges im Rahmen des Mainfeldzugs am 25. Juli 1866 zwischen der preußischen Allianz und der deutschen Bundesarmee.

## Vorgeschichte
Nach seinem Einmarsch in Frankfurt wurde der Befehlshaber der preußischen Mainarmee Vogel von Falckenstein abberufen und durch Edwin von Manteuffel ersetzt. Außerdem wurde die Armee auf 60 000 Mann verstärkt. Nach Überschreitung des Odenwalds kam es bis zum 25. Juli zu Gefechten mit badischen, hessischen und württembergischen Verbänden des VIII. Korps der Bundesarmee im Gebiet um die Tauber.
Das aus vier Divisionen bestehende VIII. Bundeskorps unter dem Befehl von Alexander von Hessen-Darmstadt verteilte sich am Tag des Gefechts morgens auf folgende Orte:
1. (württembergische) Division als Reserve zwischen Großrinderfeld und Gerchsheim unter Generalleutnant Oskar von Hardegg
2. (badische) Division auf dem rechten Flügel bei Steinbach unter Generalleutnant Prinz Wilhelm von Baden
3. (großherzoglich hessische) Division im Zentrum bei Brunntal unter Generalleutnant von Perglas
4. (österreichisch-nassauische) Division auf dem linken Flügel bei Großrinderfeld unter Feldmarschall-Leutnant Erwin von Neipperg
Die Front war nach Westen gerichtet und diese Gefechtsaufstellung ging davon aus, dass das bayerische Armeekorps diese Linie nach Norden verlängern würde, wie dies am 19. Juli in Tauberbischofsheim zwischen dem VII. und VIII. Armeekorps vereinbart worden war.
Das VII. Armee-Korps der Bundesarmee wurde durch die Bayerische Armee gebildet. Dieses Korps unter dem Prinzen Karl von Bayern befand sich im Raum Würzburg. Karl von Bayern war zugleich Oberbefehlshaber der Bundestruppen in Süddeutschland (= Westdeutsche Armee) und es war das Ziel die beiden Bundeskorps zusammen gegen die preußische Mainarmee in die Schlacht zu führen.
Die preußische Mainarmee bestand aus drei Divisionen unter Edwin von Manteuffel, die sich am 25. Juli um 10 Uhr in folgenden Positionen befanden:
13. Infanterie-Division unter Generalleutnant August Karl von Goeben – bei Bischofsheim
25. Infanterie-Brigade (Ferdinand von Kummer)
26. Infanterie-Brigade (Karl von Wrangel)
kombinierte Division unter Generalmajor Gustav Friedrich von Beyer – bei Werbach
kombinierte Division unter Generalmajor Eduard Moritz von Flies – bei Urphar

## Beteiligte Verbände
Bei diesem lokalen Gefecht am 25. Juli 1866 (etwa drei Wochen nach der kriegsentscheidenden Schlacht bei Königgrätz) bei Gerchsheim begegneten sich die 13. Infanterie-Division (Goeben), sowie das VIII. Bundes-Armee-Korps unter dem Kommando von Prinz Alexander von Hessen-Darmstadt.
Ordre de Bataille der beteiligten Verbände in zeitgenössischer Darstellung:

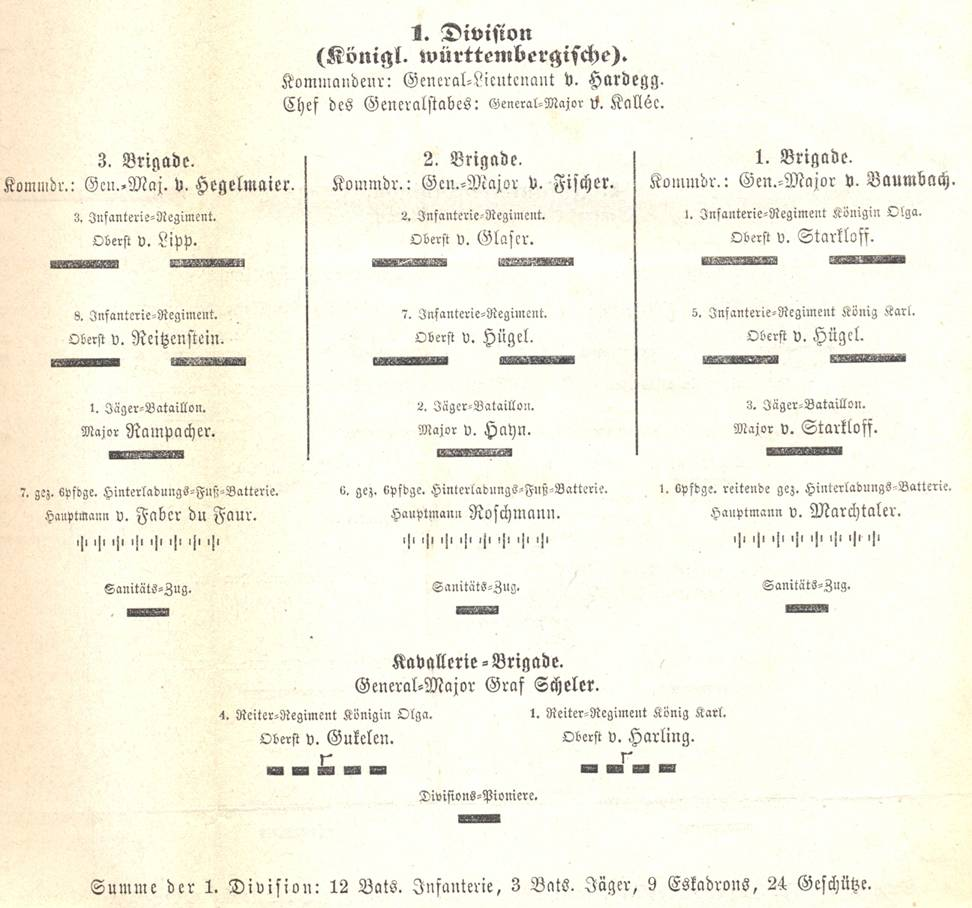
1. (württ.) Division im VIII. Bundes-Armee-Korps 1866
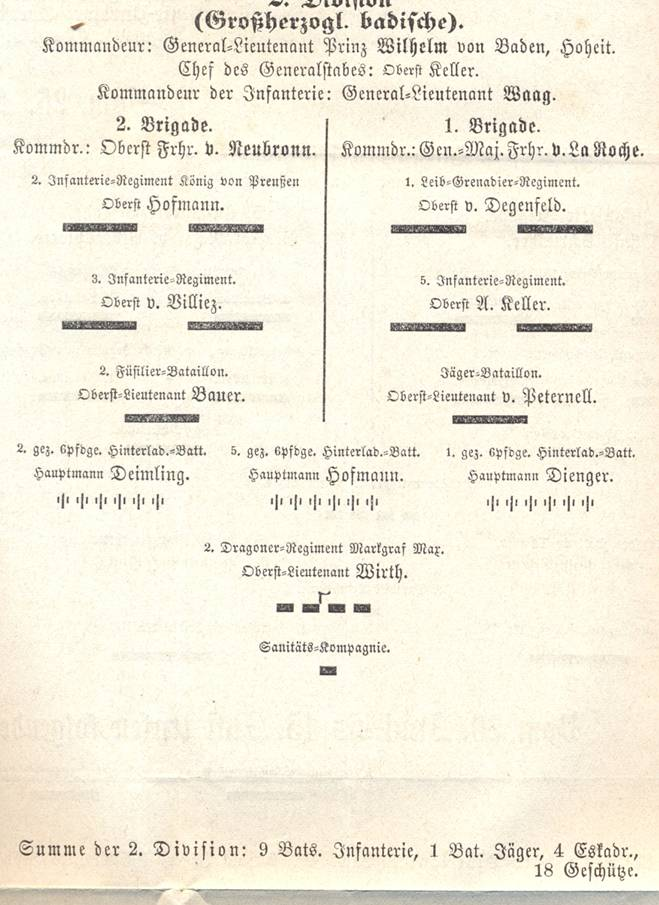
2. (bad.) Division im VIII. Bundes-Armee-Korps 1866
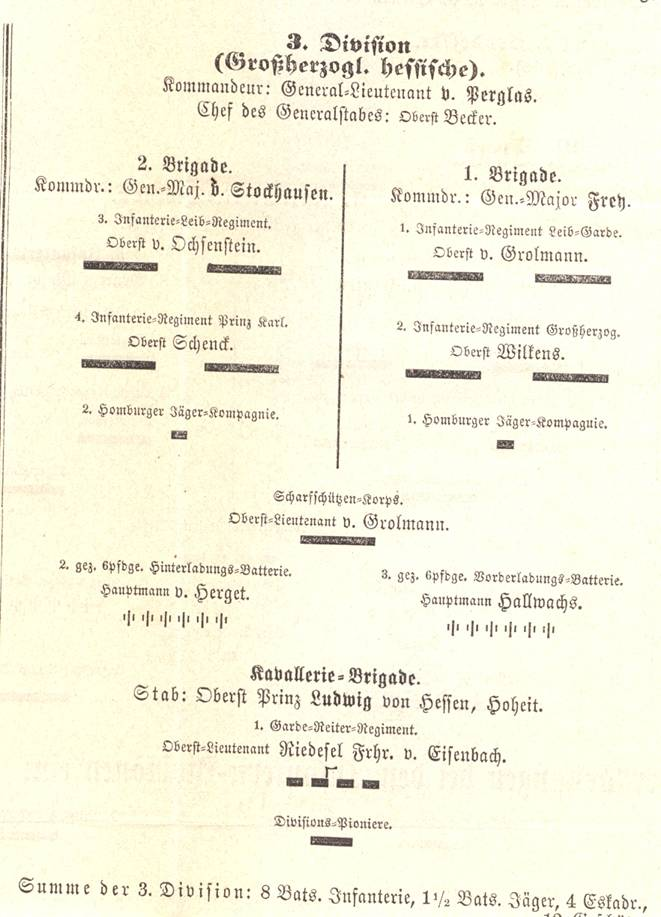
3. (hess.) Division im VIII. Bundes-Armee-Korps 1866
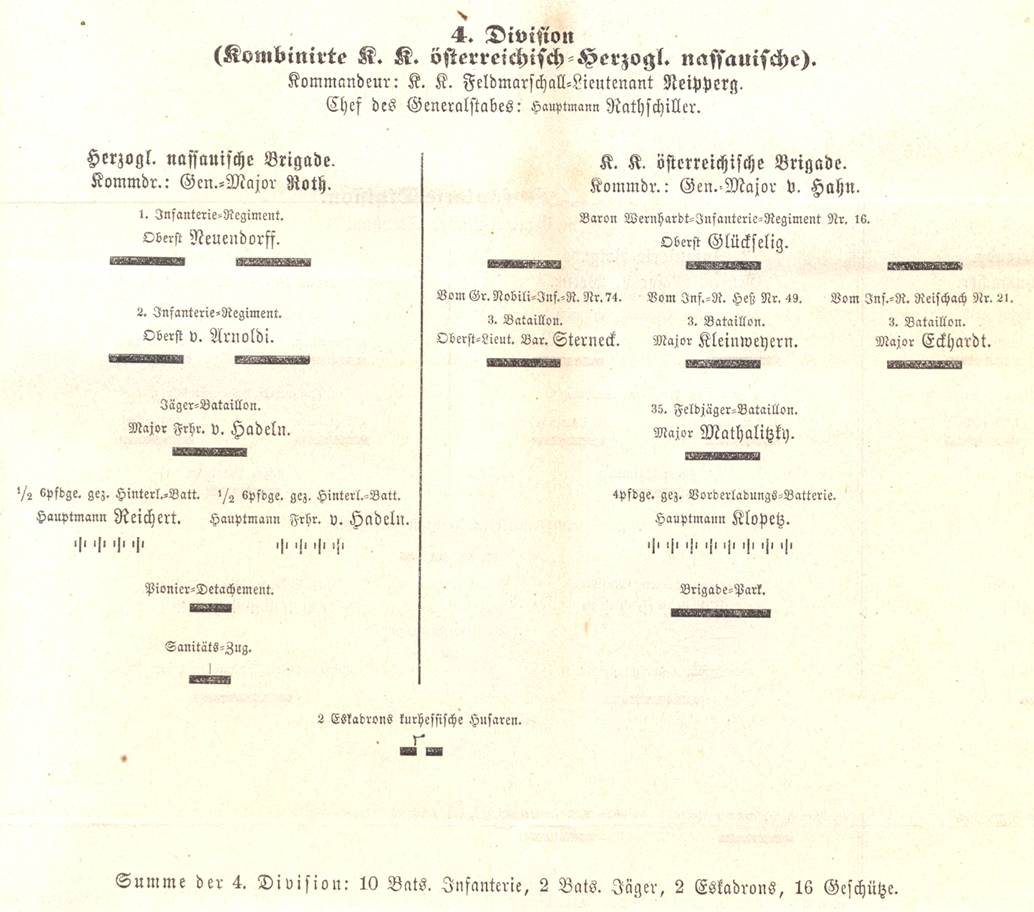
4. (kombinierte) Division im VIII. Bundes-Armee-Korps 1866
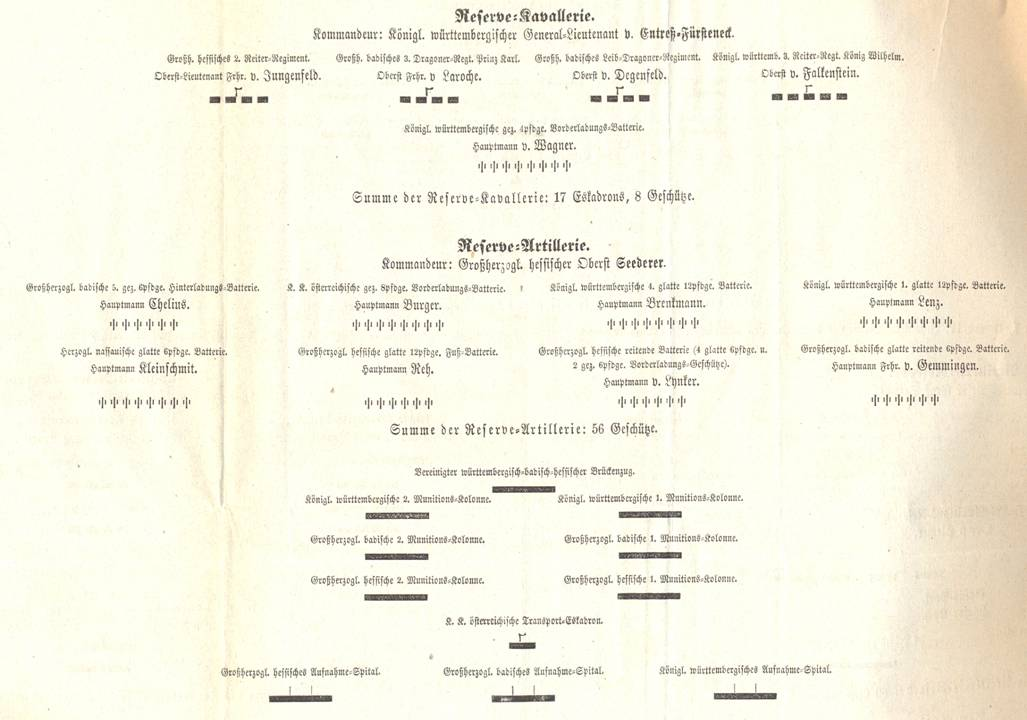
Reserve-Kavallerie und Reserve-Artillerie im VIII. Bundes-Armee-Korps 1866
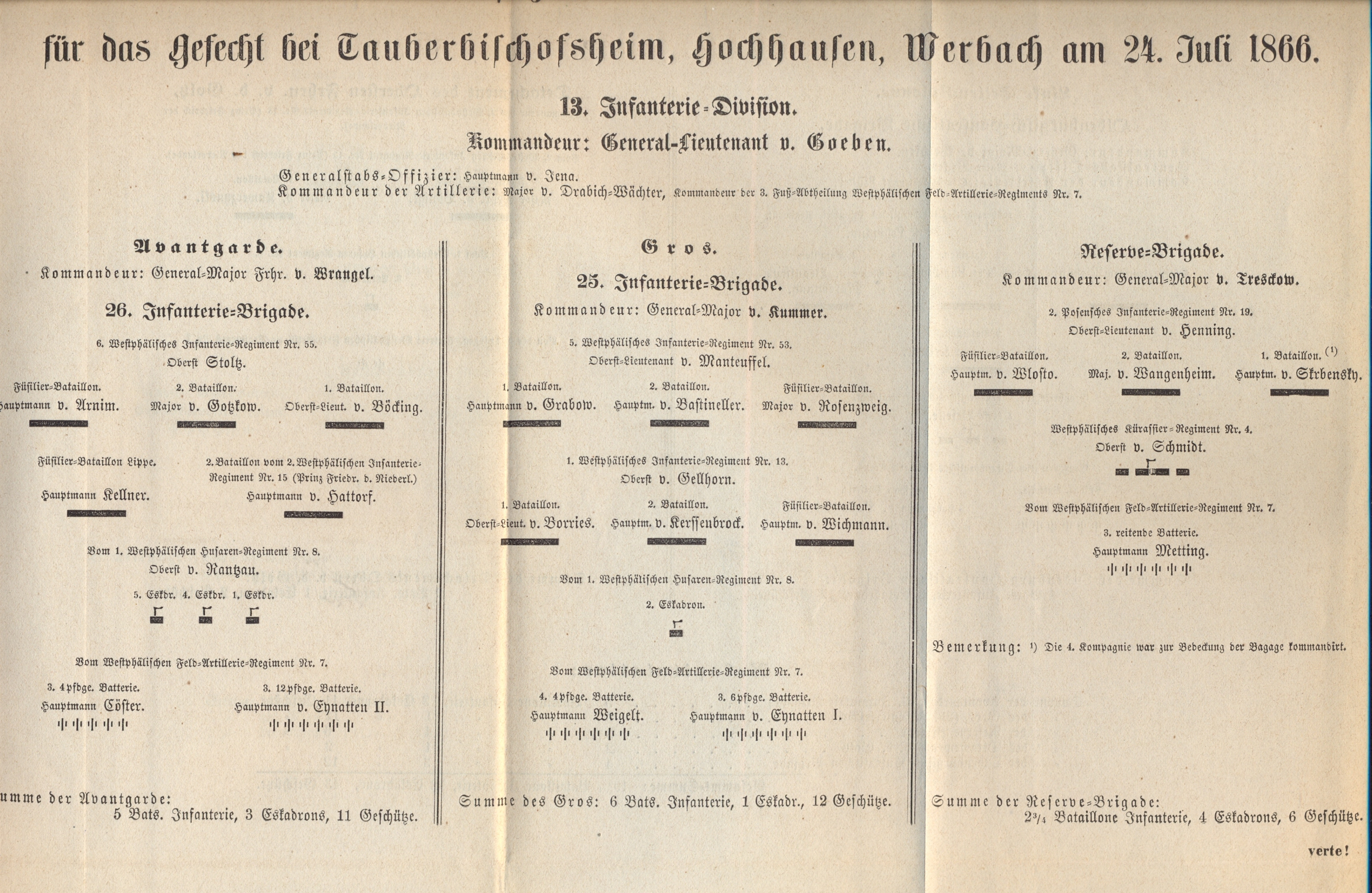
13. Infanterie-Division (Goeben) 1866

## Ausgangslage
Die kombinierte preußische Division Flies sollte am 25. Juli von Urphar zunächst bis Dertingen vorrücken und in Richtung Remlingen erkunden, da die Stellung des bayrischen Korps unklar war. Die kombinierte preußische Division Beyer sollte Positionen bei Neubrunn beziehen und die preußische Division Goeben sollte über Großrinderfeld vorrücken.
Das VIII. Armeekorps erwartete den Schulterschluss mit dem bayerischen Korps um die Offensive gegen die preußische Main-Armee zu ergreifen. Nachdem das VIII. Korps gegen 11 Uhr die Meldung erhalten hatte, dass die bayerischen Truppen im Norden auf Uettingen zurückgegangen seien, sah Prinz Alexander seine rechte Flanke bedroht und zog sein Korps auf die Linie Gerchsheim – Altertheim zurück.
Um 14 Uhr hatten die Divisionen des Korps ihre neuen Stellungen eingenommen:
2. (badische) Division auf dem rechten Flügel bei Oberaltertheim unter Generalleutnant Prinz Wilhelm von Baden
4. (österreichisch-nassauische) Division auf den Höhen nordwestlich von Gerchsheim unter Feldmarschall-Leutnant Erwin von Neipperg
3. (großherzoglich hessische) Division hinter Gerchsheim im 2. Treffen unter Generalleutnant von Perglas
1. (württembergische) Division hinter Gerchsheim im 2. Treffen unter Generalleutnant Oskar von Hardegg
Gegen 13 Uhr hatte Prinz Alexander Nachricht von Prinz Karl erhalten, dass im Norden zwei bayerische Divisionen vorrücken würden und das VIII. Korps begleitend hierzu wieder auf die Tauberlinie vorrücken sollte. Für Prinz Alexander kamen Meldung und Befehl zu spät, da sich seine Divisionen bereits in der Rückwärtsbewegung befanden.
Die Division Goeben begann um 13 Uhr den Vormarsch auf der Straße nach Würzburg, wobei die 25. Infanterie-Brigade unter Generalmajor von Kummer die Avantgarde bildete, gefolgt von der oldenburgisch-hanseatischen Brigade Weltzien und der Reserve-Brigade unter Generalmajor von Tresckow. Die 26. Infanterie-Brigade unter Generalmajor von Wrangel deckte beim Marsch die rechte Flanke.

## Gefechtsverlauf
Die Brigade Kummer bemerkte vor dem Verlassen des Hachtelwaldes (halbwegs zwischen Großrinderfeld und Gerchsheim) die bei Gerchsheim aufgestellten Verbände des VIII. Korps. Goeben ließ die Brigade im Wald Gefechtsaufstellung nehmen und gleichzeitig die Brigade Wrangel von Ilmspan in die linke Flanke des VIII. Korps vorrücken. Das 13. und 53. Infanterie-Regiment der Brigade Kummer besetzten den Waldrand und die Preußen fuhren zwei Geschützbatterien auf. Zwei österreichische und eine nassauische Batterie nahmen die preußischen Geschütze aus einer Entfernung von mehr als zwei Kilometern sofort unter Feuer, wobei die Preußen nicht nur Verluste erlitten, sondern auch mehrere Geschütze stark beschädigt wurden. Nachdem vom VIII. Korps noch zwei württembergische Batterien in das Gefecht eingegriffen hatten, mussten die Preußen nach 45 Minuten ihre Batterien hinter den Wald zurückziehen. Die Artillerie beschoss nun die Infanteriestellungen am Waldrand um dann mit der nassauischen Brigade zum Angriff vorzugehen. Einmal mehr erwies sich das preußische Zündnadelgewehr von Vorteil und die nassauische Brigade brach ihren Angriff 400 Meter vor dem Waldrand ab. Die Artillerie des VIII. Korps beschoss weiter den Waldrand, aber Prinz Alexander gelang es nicht seine württembergische und die hessische Division zu einem weiteren Angriff zu führen – die Württemberger hatten sich schon bis Kist zurückgezogen. Gegen 19 Uhr griff die Brigade Wrangel von Schönfeld her in den Kampf ein. Seine Batterie Coester beschoss die Artillerie des VIII. Korps und Teile des 15. Infanterie-Regiments kamen in ein Feuergefecht mit hessischen Truppen. Die Artillerie des Prinzen Alexander schoss sich nun auf den neuen Gegner ein, worauf Goeben die am Nachmittag hinter den Wald zurückgezogenen Batterien und die Batterie der oldenburgischen Brigade wieder vorrücken ließ und vom Waldrand aus das Artilleriefeuer auf die feindlichen Batterien eröffnete. Außerdem rückten die Brigaden Kummer und Weltzien vor und das VIII. Korps hielt dem nicht stand, sondern zog sich auf Irtenberg zurück.
Inzwischen lagen Prinz Alexander Nachrichten von der Niederlage der Bayern bei Helmstadt vor und sich zurückziehende Teile der bayerischen Armee begannen die Rückzugswege des VIII. Korps zu blockieren, die zudem durch die Brigade Wrangel gefährdet wurden. Die hessische Division und die 2. Brigade der Württemberger sollten den Rückzug des VIII. Korps decken. Dieser Rückzug vollzog sich zu Beginn noch geordnet, artete aber im Wald in ein Chaos aus, das allerdings von den Preußen nicht bemerkt und daher auch nicht ausgenutzt wurde.
Beim Forsthaus Irtenberg kam es nochmals zu einem Infanteriegefecht zwischen Einheiten der Brigade Wrangel und je einem hessischen, württembergischen und badischen Bataillon die hier vom Kommandeur der 2. württembergischen Brigade, Generalmajor von Fischer, befehligt wurden. Die um 21 Uhr einbrechende Dunkelheit bewahrte das VIII. Korps vor einem größeren Desaster und beendete das Gefecht.
Die Division Goeben bezog ihr Nachtlager bei Gerchsheim, das VIII. Korps bei Kist, wobei die Reservetruppen bereits auf Höchberg und Reichenberg nahe Würzburg zurückgezogen wurden.

## Folgen
Am 26. Juli zog sich das VIII. Korps in desolatem Zustand auf Würzburg zurück und Prinz Karl von Bayern musste seinen Plan zu einer gemeinsamen Offensive beider Bundeskorps am 26. Juli fallen lassen. Während sich die Bayern auf dem Plateau von Waldbüttelbrunn sammelten, bezog das VIII. Korps Stellungen auf dem Nikolausberg vor Würzburg, um allenfalls einen Rückzug der Bayern über den Main zu decken. Während die Bayern noch die Gefechte bei Uettingen und Roßbrunn austrugen um – vergeblich – eine preußische Besetzung von Würzburg zu verhindern, schloss Österreich am 26. Juli mit Preußen separat – ohne seine Verbündeten – den Vorfrieden von Nikolsburg, wobei es im Vorhinein seine Zustimmung zu allfälligen Gebietsansprüchen gab die Preußen in den einzelnen Verhandlungen mit den süddeutschen Mittelmächten durchsetzen würde.

## Kleindenkmale
Auf dem Gerchsheimer Friedhof befindet sich ein Denkmal für die gefallenen württembergischen Krieger. Das Denkmal besteht aus einer konischen Säule (Pyramide). Auf dem oberen Teil ist ein Kreuz, davor eine Laterne. Auf dem unteren Teil steht der Gedenktext, unten befinden sind zwei Palmenzweige. Die Inschrift lautet: Zu Ehren der am 25. Juli 1866 gefallenen 12 Württ. Krieger.
An der L 578 in Richtung Großrinderfeld befindet sich ein weiterer Gedenkstein. Dieser erinnert an zwei gefallene preußische Soldaten des Gefechts bei Gerchsheim.
Im Tauberbischofsheimer Friedhof wurde ein Grab mit Gedenkkreuz für einen Nassauer Unteroffizier errichtet, der in Gerchsheim verwundet wurde und später in Tauberbischofsheim verstarb.

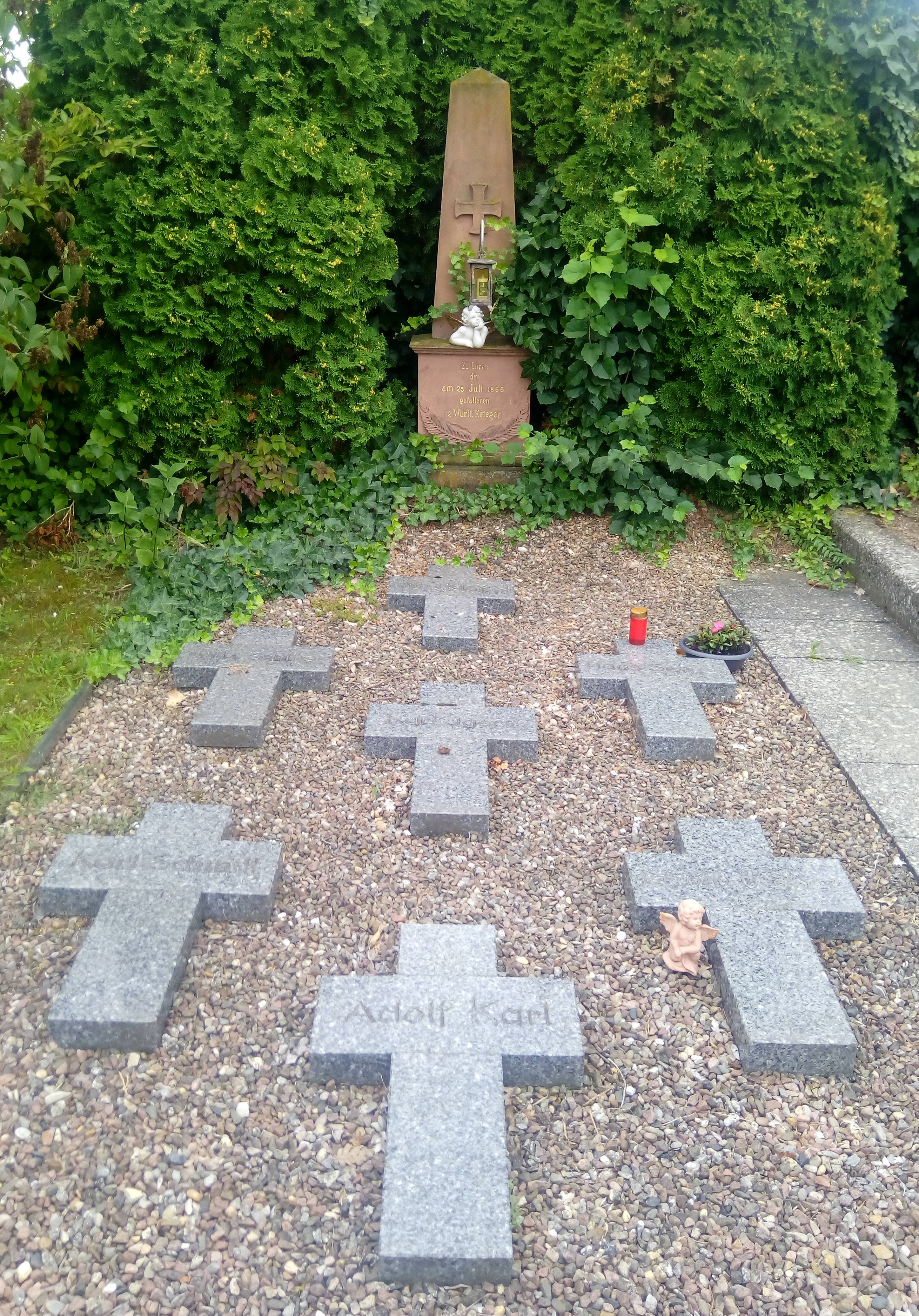
Friedhof Gerchsheim, Württemberger Soldatengräber und Denkmal
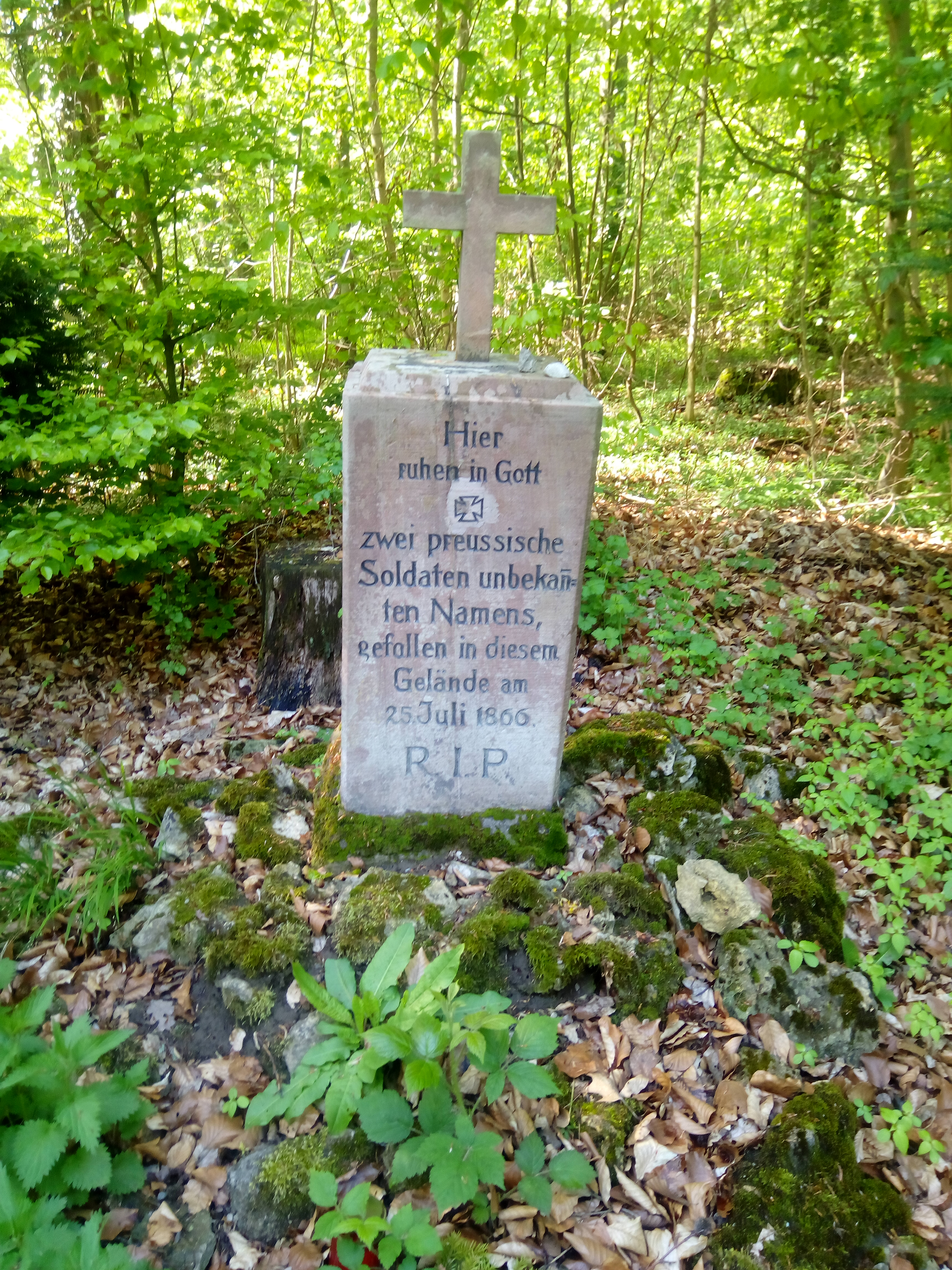
Soldatengrab für zwei preußische Soldaten
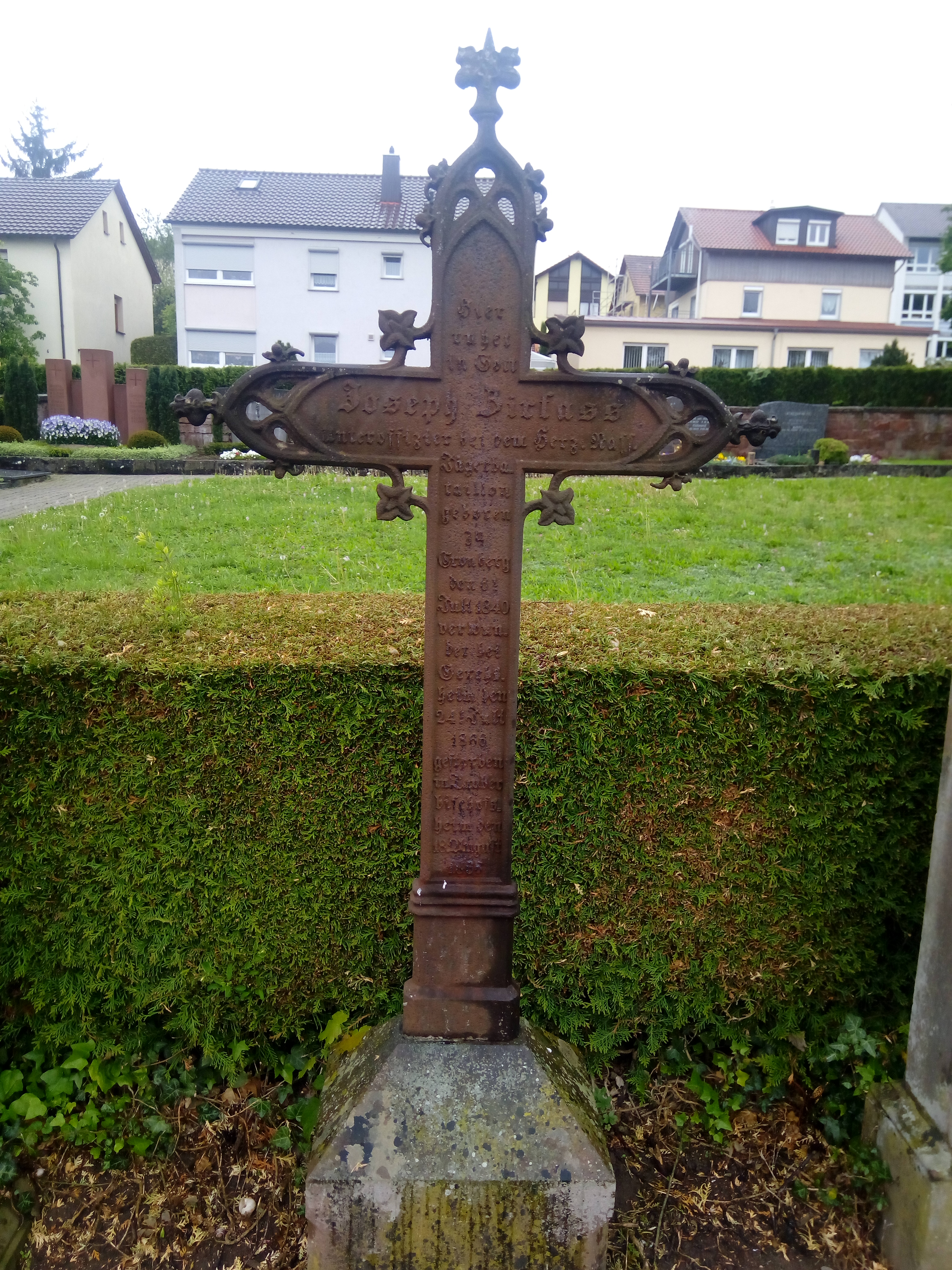
Soldatengrab für einen Nassauer Unteroffizier
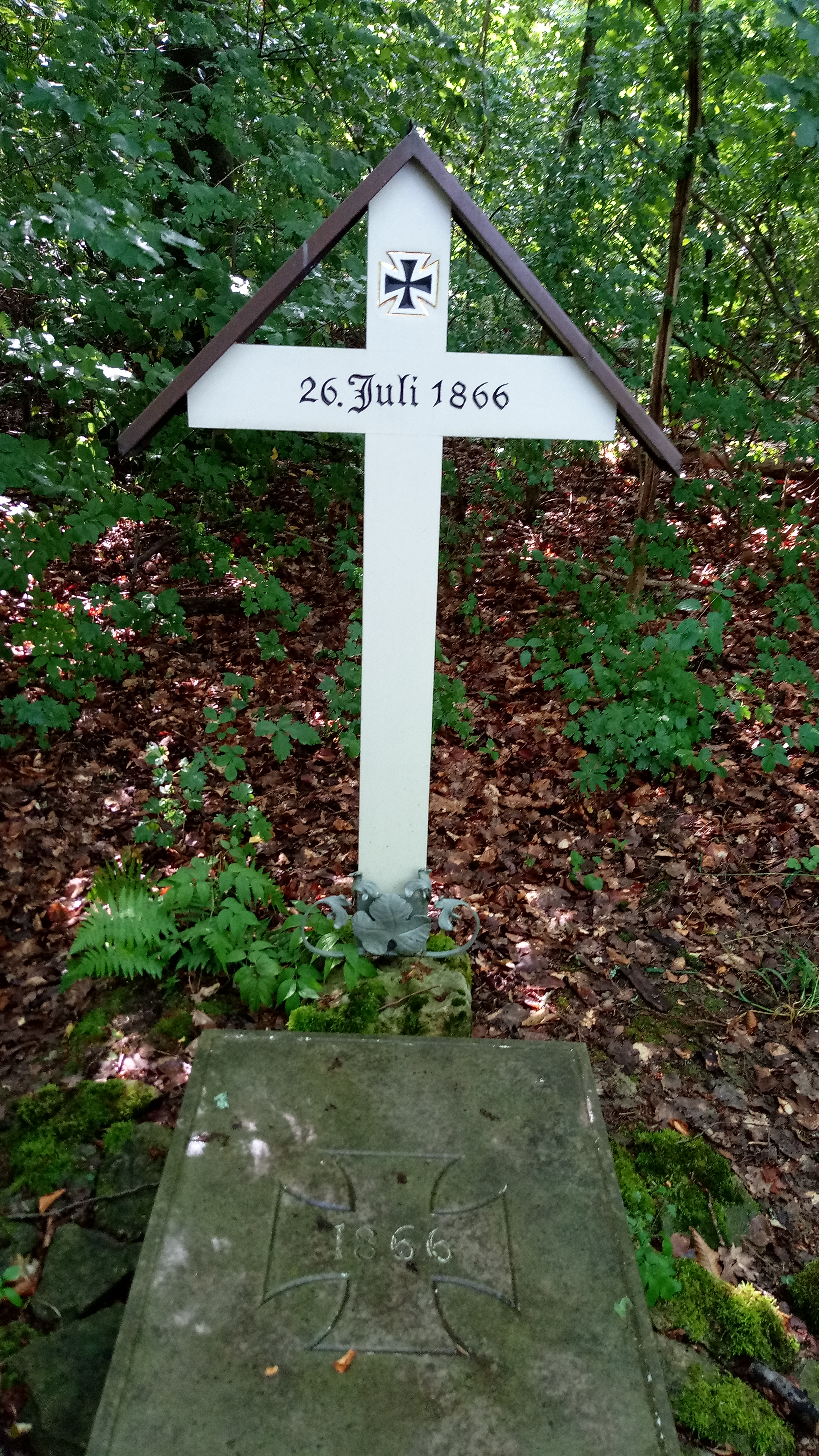
Soldatengrab nahe Forsthaus Irtenberg. In diesem Waldstück fand nach dem eigentlichen Gefecht noch ein Nachhutgefecht zwischen dem 8. Bundeskorps und nachsetzenden Preußen statt.